# Agapetes brachypoda
Agapetes brachypoda är en ljungväxtart som beskrevs av Airy Shaw. Agapetes brachypoda ingår i släktet Agapetes och familjen ljungväxter. Utöver nominatformen finns också underarten A. b. gracilis.